# 安德雷亚·科达
安德雷亚·科达（Andrea Coda，1985年4月25日—）是一名意大利足球運動員，擔任中堅，現時效力意甲球會烏甸尼斯。在此之前僅效力過安玻里。曾隨意大利青年軍出席2008年奧運會，惟迄今暫未入選正式國家隊。

## 外部連結
- 意大利足總 國家隊數據 （意大利文）
- 烏甸尼斯球會網頁[永久] （意大利文）